# Marat/Sade (film)
Marat-Sade è un film del 1966 diretto da Peter Brook, ispirato al dramma di Peter Weiss La persecuzione e l'assassinio di Jean-Paul Marat, rappresentato dalla compagnia filodrammatica dell'ospizio di Charenton sotto la guida del marchese de Sade.

## Trama
Ambientato nel famoso Ospizio di Charenton in Francia, Marat/Sade si struttura quasi interamente come una storia in una storia (ovvero una narrazione inserita all'interno di un'altra cornice narrativa). La storia principale si svolge il 13 luglio 1808, dopo la Rivoluzione francese, mentre lo spettacolo che viene messo in scena nel film, diretto dal Marchese de Sade, è ambientato durante la Rivoluzione, nell'estate del 1793 che culminerà il 13 luglio con l'assassinio di Jean-Paul Marat. Gli attori dello spettacolo sono i pazienti dell'ospizio, sorvegliati dalle infermiere e dai supervisori che occasionalmente intervengono per riportare l'ordine. Il direttore borghese dell'ospedale, Coulmier, in compagnia della moglie e della figlia, controlla severamente la performance che ha organizzato lui stesso in sostegno delle sue idee patriottiche (in linea con il governo post-rivoluzionario di Napoleone, che si trovava al potere). I pazienti, tuttavia, sono di altre vedute, e spesso recitano alcune battute che Coulmier aveva cercato di censurare, o deviano dal copione aggiungendo delle opinioni personali.
De Sade (che anche nella realtà, incoraggiato da Coulmier, ha effettivamente diretto alcuni spettacoli teatrali a Charenton) è il personaggio principale dello spettacolo, lanciandosi in molti dialoghi filosofici con Marat e osservando con piacere sardonico lo svolgersi degli eventi, poco interessato alle discussioni degli altri pazienti sui diritti e la giustizia e concentrato unicamente sulle proprie credenze individualiste e nichiliste.

## Edizioni home video
L'edizione originale home video è provvista di sottotitoli, come riportato nel dizionario del cinema Morandini, edizione 2009.